# …Hits
…Hits ist ein Best-of-Album des britischen Rocksängers Phil Collins. Das Album wurde am 2. Oktober 1998 über das Label Atlantic Records veröffentlicht.

## Produktion und Gastbeiträge
Die auf dem Album enthaltenen Lieder sind zum Großteil zuvor veröffentlichte Singles aus Phil Collins’ vorigen Alben Face Value (ein Track), Hello, I Must Be Going! (ein Lied), Against All Odds (O.S.T.) (ein Song), No Jacket Required (drei Tracks), Buster (O.S.T.) (zwei Songs), …But Seriously (drei Songs), Both Sides (ein Track) und Dance into the Light (ein Lied). Einzig das Lied True Colors wurde für das Album neu aufgenommen.
Auf …Hits finden sich zwei Gastbeiträge anderer Künstler. Philip Bailey wirkt bei Easy Lover als Gastmusiker mit und Marilyn Martin tritt bei Separate Lives als Gastmusikerin auf.

## Titelliste
| #  | Titel                                    | Songwriter                               | Produzent                               | Länge | Album                            |
| -- | ---------------------------------------- | ---------------------------------------- | --------------------------------------- | ----- | -------------------------------- |
| 1  | Another Day in Paradise                  | Phil Collins                             | Phil Collins, Hugh Padgham              | 5:22  | … But Seriously (1989)           |
| 2  | True Colors                              | Billy Steinberg, Tom Kelly               | Babyface                                | 4:34  | zuvor unveröffentlicht           |
| 3  | Easy Lover                               | Phil Collins, Philip Bailey, Nathan East | Phil Collins                            | 5:02  | Chinese Wall (1984)              |
| 4  | You Can’t Hurry Love                     | Holland–Dozier–Holland                   | Phil Collins, Hugh Padgham              | 2:52  | Hello, I Must Be Going! (1982)   |
| 5  | Two Hearts                               | Phil Collins, Lamont Dozier              | Phil Collins, Lamont Dozier             | 3:24  | Buster (O.S.T.) (1988)           |
| 6  | I Wish It Would Rain Down                | Phil Collins                             | Phil Collins, Hugh Padgham              | 5:28  | … But Seriously (1989)           |
| 7  | Against All Odds (Take a Look at Me Now) | Phil Collins                             | Arif Mardin                             | 3:25  | Against All Odds (O.S.T.) (1984) |
| 8  | Something Happened on the Way to Heaven  | Phil Collins, Daryl Stuermer             | Phil Collins, Hugh Padgham              | 4:51  | … But Seriously (1989)           |
| 9  | Separate Lives                           | Stephen Bishop                           | Phil Collins, Arif Mardin, Hugh Padgham | 4:06  | White Nights Soundtrack (1985)   |
| 10 | Both Sides of the Story                  | Phil Collins                             | Phil Collins                            | 6:37  | Both Sides (1993)                |
| 11 | One More Night                           | Phil Collins                             | Phil Collins, Hugh Padgham              | 4:46  | No Jacket Required (1985)        |
| 12 | Sussudio                                 | Phil Collins                             | Phil Collins, Hugh Padgham              | 4:21  | No Jacket Required (1985)        |
| 13 | Dance into the Light                     | Phil Collins                             | Phil Collins, Hugh Padgham              | 4:22  | Dance into the Light (1996)      |
| 14 | A Groovy Kind of Love                    | Toni Wine, Carole Bayer Sager            | Phil Collins, Anne Dudley               | 3:29  | Buster (O.S.T.) (1988)           |
| 15 | In the Air Tonight                       | Phil Collins                             | Phil Collins, Hugh Padgham              | 5:30  | Face Value (1981)                |
| 16 | Take Me Home                             | Phil Collins                             | Phil Collins, Hugh Padgham              | 5:52  | No Jacket Required (1985)        |

## Kommerzieller Erfolg

### Chartplatzierungen
…Hits stieg am 19. Oktober 1998 auf Platz drei der deutschen Albumcharts ein. Am 2. November 1998 erreichte der Tonträger seine Höchstposition von Platz zwei. In den Billboard 200 debütierte …Hits in der Woche zum 24. Oktober 1998 auf Platz 18. Am 4. August 2012 erreichte das Album nach einer Rabattaktion von Amazon Platz sechs der amerikanischen Albumcharts. Des Weiteren erreichte der Tonträger die Chartspitze in Finnland, Neuseeland, den Niederlanden und Schweden.

#### Album
| ChartsChartplatzierungen       | Höchstplatzierung | Wochen |
| ------------------------------ | ----------------- | ------ |
| Deutschland (GfK)              | 2 (32 Wo.)        | 32     |
| Österreich (Ö3)                | 2 (19 Wo.)        | 19     |
| Schweiz (IFPI)                 | 2 (36 Wo.)        | 36     |
| Vereinigte Staaten (Billboard) | 6 (124 Wo.)       | 124    |
| Vereinigtes Königreich (OCC)   | 1 (107 Wo.)       | 107    |

| ChartsJahrescharts (1998)    | Platzierung |
| ---------------------------- | ----------- |
| Deutschland (GfK)            | 32          |
| Österreich (Ö3)              | 22          |
| Vereinigtes Königreich (OCC) | 15          |

| ChartsJahrescharts (1999)    | Platzierung |
| ---------------------------- | ----------- |
| Deutschland (GfK)            | 50          |
| Vereinigtes Königreich (OCC) | 98          |

#### Singles
| Jahr | Titel       | Höchstplatzierung, Gesamtwochen, AuszeichnungChartplatzierungen (Jahr, Titel, , Platzierungen, Wochen, Auszeichnungen, Anmerkungen) | Höchstplatzierung, Gesamtwochen, AuszeichnungChartplatzierungen (Jahr, Titel, , Platzierungen, Wochen, Auszeichnungen, Anmerkungen) | Höchstplatzierung, Gesamtwochen, AuszeichnungChartplatzierungen (Jahr, Titel, , Platzierungen, Wochen, Auszeichnungen, Anmerkungen) | Anmerkungen                            |
| Jahr | Titel       | DE | AT | UK | Anmerkungen                            |
| ---- | ----------- | --- | --- | --- | -------------------------------------- |
| 1998 | True Colors | DE35 (9 Wo.)DE | AT20 (8 Wo.)AT | UK26 (2 Wo.)UK | Erstveröffentlichung: 26. Oktober 1998 |

### Auszeichnungen für Musikverkäufe
Für … Hits wurde 2004 in Deutschland für über 750.000 verkaufte Einheiten Dreifach-Gold vergeben. In den Vereinigten Staaten wurde für das Album 2004 für über drei Millionen verkaufte Einheiten Dreifach-Platin vergeben.
| Professionelle Bewertungen | Professionelle Bewertungen |
| -------------------------- | -------------------------- |
| Kritiken                   |                            |
| Quelle                     | Bewertung                  |
| allmusic                   | [ 17 ]                     |

| Land/Region                  | Auszeichnungen für Musikverkäufe (Land/Region, Auszeichnung, Verkäufe) | Verkäufe    |
| ---------------------------- | ---------------------------------------------------------------------- | ----------- |
| Argentinien (CAPIF)          | Platin                                                                 | 60.000      |
| Australien (ARIA)            | 6× Platin                                                              | 420.000     |
| Belgien (BRMA)               | 4× Platin                                                              | (200.000)   |
| Brasilien (PMB)              | Gold                                                                   | 100.000     |
| Dänemark (IFPI)              | 8× Platin                                                              | (160.000)   |
| Deutschland (BVMI)           | 3× Gold                                                                | (750.000)   |
| Europa (IFPI)                | 5× Platin                                                              | 5.000.000   |
| Finnland (IFPI)              | Gold                                                                   | (32.143)    |
| Frankreich (SNEP)            | 2× Platin                                                              | (600.000)   |
| Italien (FIMI)               | Gold                                                                   | (30.000)    |
| Japan (RIAJ)                 | 2× Platin                                                              | 400.000     |
| Kanada (MC)                  | 4× Platin                                                              | 400.000     |
| Neuseeland (RMNZ)            | 3× Platin                                                              | 45.000      |
| Niederlande (NVPI)           | Platin                                                                 | 100.000     |
| Norwegen (IFPI)              | Platin                                                                 | (50.000)    |
| Österreich (IFPI)            | Platin                                                                 | (50.000)    |
| Schweden (IFPI)              | Platin                                                                 | (80.000)    |
| Schweiz (IFPI)               | Platin                                                                 | (50.000)    |
| Spanien (Promusicae)         | 2× Platin                                                              | (200.000)   |
| Vereinigte Staaten (RIAA)    | 3× Platin                                                              | 3.000.000   |
| Vereinigtes Königreich (BPI) | 6× Platin                                                              | (1.800.000) |
| Insgesamt                    | 4× Gold · 52× Platin ·                                                 | 9.525.000   |

Hauptartikel: Phil Collins/Auszeichnungen für Musikverkäufe